# Курт Бадінскі
Курт Бадінскі (нім. Curt Badinski; 17 травня 1890, Гребенштайн — 27 лютого 1966, Ольденбург) — німецький воєначальник, генерал-лейтенант вермахту. Кавалер Лицарського хреста Залізного хреста.

## Біографія
15 січня 1910 року поступив на службу фанен-юнкером в Прусську армію. Учасник Першої світової війни, за бойові заслуги відзначений численними нагородами. Після війни продовжив службу в рейхсвері, був командиром роти різноманітних піхотних полків.
Під час Другої світової війни Бадінскі був командиром різноманітних піхотних дивізій:
- 23-тя піхотна дивізія (17 січня — 15 листопада 1942);
- 292-га піхотна дивізія (24 серпня — 1 вересня 1942);
- 269-та піхотна дивізія (1 вересня 1942 — 25 листопада 1943);
- 276-та піхотна дивізія (10 грудня 1943 — 21 серпня 1944).

В серпні 1944 року, під час Фалезької операції, взятий у полон союзниками. Звільнений 21 червня 1947 року.

## Звання
- Фанен-юнкер (15 січня 1910)
- Оберєгер (27 травня 1910)
- Фенріх (22 серпня 1910)
- Лейтенант (16 червня 1911)
- Оберлейтенант (18 серпня 1916)
- Гауптман (1 жовтня 1923)
- Майор (1 серпня 1933)
- Оберстлейтенант (1 березня 1936)
- Оберст (1 серпня 1938)
- Генерал-майор (1 лютого 1942)
- Генерал-лейтенант (1 березня 1943)

## Нагороди

### Перша світова війна
- Залізний хрест 2-го класу (18 вересня 1914)
- Орден «За військові заслуги» (Баварія) 4-го класу з мечами (17 жовтня 1914)
- Ганзейський Хрест (Гамбург) (10 липня 1916)
- Військова медаль (Османська імперія) (10 липня 1916)
- Залізний хрест 1-го класу (27 січня 1917)
- Орден «За хоробрість» 4-го ступеня, 1-й клас з мечами (Болгарія) (10 серпня 1917)
- Хрест «За заслуги у війні» (Саксен-Мейнінген) (8 червня 1917)
- Нагрудний знак «За поранення» в чорному (5 березня 1918)
- Хрест «За військові заслуги» (Австро-Угорщина) 3-го класу з військовою відзнакою (15 липня 1918)
- Хрест «За вірну службу» (Шаумбург-Ліппе)

### Міжвоєнний період
- Лицарський хрест королівського ордена дому Гогенцоллернів з мечами (22 листопада 1918)
- Почесний хрест ветерана війни з мечами (26 січня 1935)
- Медаль «За вислугу років у Вермахті» 4-го, 3-го, 2-го і 1-го класу (25 років) (2 жовтня 1936) — отримав 4 медалі одночасно.

### Друга світова війна
- Застібка до Залізного хреста
  - 2-го класу (25 травня 1940)
  - 1-го класу (19 червня 1940)
- Лицарський хрест Залізного хреста (11 жовтня 1941) — як оберст і командир 489-го піхотного полку.
- Медаль «За зимову кампанію на Сході 1941/42» (14 серпня 1942)